# Logična bomba
Logična bomba je računalniški program ki je napisan ali spremenjen tako, da se v določenih razmerah aktivira in povzroči nepričakovan in neavotoriziran dostop do programske opreme uporabnika. Logične bombe so lahko samostojni programi, lahko so del črvov ali virusov. Predstavlja enega izmed programskih vsiljivcev, ki ga mnogi napačno zamenjujejo z virusi. Logična bomba se ne more sama razmnoževati po računalniškemu sistemu in je v bistvu program posebej napisan oziroma prilagojen iz že obstoječega programa, da izvrši vnaprej načrtovano dejanje pod določenimi pogoji. V širšem kontekstu pa je uporaba logične bombe napad na računalniški sistem, s tem pa tudi kaznivo dejanje ki spada v področje kibernetskega kriminala.  Logične bombe so najstarejša vrsta zlonamernega programja. To je programje, ki je sestavni del legitimnega programa, ki se aktivira po izpolnitvi določenih pogojev. Zlonamerno programje pa začne delovati ob sami sprožitvi logične bombe. Logične bombe lahko povzročijo veliko škodo v informacijskem sistemu. Na primer izbrišejo nekatere datoteke, ustavijo izvajanje aplikacij itd.

## Dejavniki ki sprožijo napad logične bombe
Dejavnikov, ki sprožijo napad logične bombe je veliko, spodaj so našteti najpogostejši:
- Najpogostejše je program napisan tako, da se logična bomba sproži na določen datum in uro. Take vrste logičnh bomb se imenujejo časovne bombe.
- Program  je lahko napisan tako da se določi čas do njegove sprožitve, ki se z vgradnjo v sistem začne odštevati, ni pa povezan z uro sistema in nanj ne vpliva.
- Sprožitev logične bombe lahko izvedejo tudi programi ki nam omogočajo zagon raznih aplikacij in programov ob določenem času, kot na primer Windows Scheduler in Linux Cron.
- Logična bomba je lahko zasnovana tako da se njen napad ponastavi ob določenem dejanju uporabnika, na primer uporabnik vsak dan vpiše pravilno geslo kar prepreči sprožitev logične bombe.
- Lahko je logična bomba nastavljena tako da se sproži ob določeni spremembi podatkov na spletu, saj lahko nadzoruje različne podatkovne baze, gesla, datoteke in konfiguracije sistemov.
- Logično bombo pa lahko sproži tudi določeno zaporedje vtipkanih znakov na tipkovnici. [3]

## Uporaba logične bombe na Tran-Sibirskem plinovodu
Ugotovljeno je bilo, da se je incident na Trans-Sibirskem plinovodu leta 1982 zgodil zaradi uporabe logične bombe. KGB agent je domnevno ukradel prefinjen nadzorni sistem in njegovo programsko opremo iz kanadskega podjetja, za uporabo na njihovem Sibirskem cevovodu. CIA je o načrtu za krajo izvedela iz Farewell dosjeja in je v programsko opremo vstavila logično bombo za namene sabotaže.

## Poskusi uporabe logične bombe
- Februarja 2000 je bil Tony Xiaotong obtožen pred veliko poroto, da je podtaknil logično bombo v času zaposlitve kot programer in trgovalec vrednostnih papirjev v Deutsche Morgan Grenfell. Bomba, ki je bila podtaknjena leta 1996 je imela datum sprožitve 20. julij 2000, vendar so jo pravočasno odkrili drugi programerji v podjetju. Odstranjevanje in čiščenje  bombe  naj bi domnevno trajalo več mesecev.[5]
- Yung-Hsun Lin, ki je znan tudi kot Andy Lin je 2. oktobra 2003 spremenil kodo na strežniku v Medco Health Solutions Inc. Fair Lawn s sedežem v New Jersey, kjer je bil zaposlen kot skrbnik Unix in ustvaril logično bombo, ki bi se naj sprožila na njegov rojstni dan v letu 2004. Bomba se zaradi programske napake ni sprožila, zato je Lin popravil napako in jo ponastavil, da bi se sprožila za njegov naslednji rojstni dan. Logična bomba je bila odkrita in onemogočena s strani administratorja računalniških sistemov MEDCO nekaj mesecev pred datumom sprožitve. Lin je priznal krivdo in bil obsojen na 30 mesecev zapora v zveznem zaporu in denarno kazen v višini 81.200 dolarjev. Najvišja zagrožena kazen je bilo 10 let zapora in plačilo 250.000 dolarjev.[6] [7]
- Junija 2006 je Roger Duronio, nezadovoljen skrbnik sistema za UBS bil obtožen uporabe logične bombe za poškodovanje družbinega računalniškega omrežje in goljufije z vrednostnimi papirji za svoj neuspeli načrt, zniževanja vrednosti delnic družbe z uporabo logične bombe. [8] [9]Duronio je bil kasneje obsojen na 8 let in 1 mesec zaporne kazni in plačila 3.1 miljona dolarjev odškodnine družbi UBS.[10]
- Ameriški hipotekarni velikan Fannie Ma je 29. oktobra 2008 odkril logično bombo ki jo je podtaknil Rajendrasinh Babubhai Makwana, IT izvajalec, ki je delal v Fannie Mae Urbana, Maryland. Bomba je bila nastavljena, da se aktivira 31. januarja 2009 in bi lahko izbrisala vse podatke iz 4000 strežnikov v lasti Fannie Mae. Makwana je bil odpuščen 24. oktobra 2008 okoli 1:00 ure vendar mu je uspelo podtakniti bombo preden je bil njegov dostop do omrežja preklican. Makwana je bil obtožen na sodišču v Maryland dne 27. januarja 2009 za nepooblaščen računalniški dostop,[11] [12]in spoznan krivega  4. oktobra 2010, ter obsojen 17. decembra 2010 na  41 mesecev zapora.[13]
- Oktobra 2009 je bil Douglas Duchak odpuščen iz položaja podatkovnega analitika pri TSA Colorado Springs Operations Center (CSOC). Nadzorne kamere so ujele podobo Duchaka pri vstopu v objekt po uradnih urah in nalaganju logične bombe na CSOC strežnik, ki je shranjeval podatke od zveznih šerifov. Januarja 2001 je bil Duchak obsojen na dve leti zapora in tri leta pogojne kazni, ter  globo v višini 60.587 dolarjev.[14]
- 20. marca 2013 je v napadu proti Južni Koreji logična bomba izbrisala podatke iz trdih diskov in originalne kopije evidenc v treh različnih bankah in dveh medijskih podjetij istočasno.[15] [16]Symantec je poročal, da malware vsebuje tudi komponente, ki so sposobni  brisanje podatkov iz računalniških sistemov, ki uporabljajo operacijski sistem Linux.[17] [18]

## Logična bomba v literaturi in filmih
- V knjižni uspešnici Michaela Crichtona Jurski park računalniški tehnik Dennis Nedry podtakne logično bombo, ki izklopi električno omrežje celotnega otoka (vključno z omrežjem, ki zagotavlja elektriko električnim ograjam), da bi lahko ukradel zarodke dinozavrov v kaosu, ki bi temu sledil. Logična bomba se je imenovala Beli Zajček.
- V epizodi »Scattered« serije Bojna ladja Galaktika pustijo Cyloni za seboj logično bombo v ladijskih računalnikih po kratkem dostopu, ki ga imajo do njih. Ta kasneje povzroči vrsto skoraj katastrofalnih napak v delovanju sistema bojne ladje.
- Lik Hugh Jackmana v filmu Swordfish, Stanley Jobson, trdi, da je uporabil logično bombo pri svojem vdiranju v omrežje Ministrstva za obrambo ZDA (DOD).
- V 3. sezoni nadaljevanke 24 Nina Myers z manipuliranjem Jacka Bauerja doseže, da ta nevede aktivira virus v računalniških sistemih CTU. Ta se aktivira s klicem na določeno številko.